# Réka Luca Jani
Réka Luca Jani (Siófok, 31 de julho de 1991) é uma ex-tenista profissional húngara.

## Carreira
Jani, que começou a jogar aos seis anos, chegou à primeira final do WTA Tour em 2016, na Copa Brasil de Tênis ao lado de Tímea Babos.
Ela recebeu um "wild card" para os Jogos Olímpicos de Verão de 2016 no Rio de Janeiro, junto com Tímea Babos para jogar em duplas femininas.
Jani alcançou sua primeira quarta de final do WTA Tour no Serbia Ladies Open de 2021, derrotando Anna Kalinskaya. Como resultado, ela voltou ao top 200 em simples.
Em 9 de maio de 2022, ela alcançou um novo recorde de carreira em simples do número 129 do mundo depois de chegar às quartas de final em Chiasso, Suíça ($ 60 mil), à final do $ 60 mil Zagreb (perdeu para Jule Niemeier), Croácia, e às quartas de final dos torneios de $ 60.000 em Praga.
Jani fez sua estreia na chave principal de um Grand Slam no US Open de 2011, perdendo para a "wild card" Sloane Stephens na primeira rodada em jogo de três sets. Ela não conseguiu voltar às chaves principais até o Aberto da França de 2022, quando passou pelas rodadas da qualificatória como uma "lucky loser".
Em julho de 2024, Jani anunciou sua aposentadoria do tênis profissional.